# Rhin (Brandebourg)
Ne doit pas être confondu avec Rhin.
Pour les articles homonymes, voir Rhin (homonymie).
Le Rhin est une rivière allemande du Brandebourg, et un affluent de la Havel, donc un sous-affluent de l'Elbe.

## Géographie
Après un cours de 125 km, elle se jette dans la Havel près de Rhinow, ayant arrosé Neuruppin et plusieurs lacs. Dessous le Ruppiner See (lac de Ruppin), ou le cours est divisé, elle passe par les grands marais méliorisées du Rhinluch.